# Жеболовка
Жеболовка — деревня в Кореневском районе Курской области. Входит в состав Ольговского сельсовета.

## География
Деревня находится на реке Крепна (приток Сейма), в 89 км к юго-западу от Курска, в 9 км к востоку от районного центра — посёлка городского типа Коренево, в 1,5 км от центра сельсовета — села Ольговка.
Климат
Жеболовка, как и весь район, расположена в поясе умеренно континентального климата с тёплым летом и относительно тёплой зимой (Dfb в классификации Кёппена).

## Население
| 2002 | 2010 |
| ---- | ---- |
| 54   | ↘31  |

## Инфраструктура
Личное подсобное хозяйство. В деревне 22 дома.

## Транспорт
Жеболовка находится в 4 км от автодороги регионального значения 38К-030 (Рыльск — Коренево — Суджа), в 17 км от автодороги 38К-024 (Льгов — Суджа), в 1 км от автодороги межмуниципального значения 38Н-564 (38К-030 — Каучук — 38К-024), в 1 км от автодороги 38Н-569 (38К-030 — Ольговка), в 0,3 км от автодороги 38Н-563 (38К-030 — Журавли подъездом к с. Ольговка), в 4,5 км от ближайшего ж/д остановочного пункта 367 км (линия 322 км — Льгов I).
В 140 км от аэропорта имени В. Г. Шухова (недалеко от Белгорода).